# Thomas Douglas (5e comte de Selkirk)
Pour les articles homonymes, voir Thomas Douglas.
Thomas Douglas, 5e Comte de Selkirk, est un aristocrate écossais né le 20 juin 1771, à Dumfries and Galloway en Écosse et décédé le 8 avril 1820 à l'hôtel de Bayard à Pau.
Philanthrope, il a aidé l'implantation d'immigrants européens au Canada, notamment des personnes originaires des Highlands en Écosse.
Actionnaire de la Compagnie de la baie d'Hudson, il fonda la colonie de la rivière Rouge, aussi appelée colonie d'Assiniboia, (dans l'actuel province de Manitoba) pour y installer des fermiers écossais déplacés de leurs terres.